# هاري لي (ضابط)
هاري لي (بالإنجليزية: Harry Lee)‏ هو ضابط أمريكي، ولد في 4 يونيو 1872 في واشنطن العاصمة في الولايات المتحدة، وتوفي في 1 مارس 1933 في Marine Corps Base Quantico ‏ في الولايات المتحدة.